# ستيفاني بينجسون
ستيفاني بينجسون (بالإنجليزية: Stephanie Bengson)‏ مواليد 31 يناير 1987 في ولونغونغ، هي لاعبة كرة مضرب أسترالية بدأت مسيرتها كمحترفة سنة 2012 تلعب باليد اليمنى. أعلى تصنيف لها في الفردي كان المركز الـ 541 في سنة 2012. أعلى تصنيف لها في الزوجي كان المركز الـ 154 في سنة 2012.

## النهائيات

### الزوجي
| الحصيلة | الرقم | التاريخ        | الدورة                | الأرضية | الشريك         | المنافس                           | النتيجة            |
| ------- | ----- | -------------- | --------------------- | ------- | -------------- | --------------------------------- | ------------------ |
| الوصافة | 1.    | 15 أغسطس 2011  | تودي، إيطاليا         | ترابية  | كيرستن فلور    | فدريكا دي سارا انجليكا موراتلي    | 6–7, 5–7           |
| الوصافة | 2.    | 22 أغسطس 2011  | باجناتيكا، إيطاليا    | ترابية  | كيرستن فلور    | أليس بالدوتشي بينديتا دافاتو      | 4–6, 7–6, 2–6      |
| الوصافة | 3.    | 19 سبتمبر 2011 | داروين، أستراليا      | صلبة    | تايرا كالدروود | ماريا فرناندا ألفيس سامانثا موراي | 4–6, 2–6           |
| الفوز   | 4.    | 31 أكتوبر 2011 | مونت جامبير، أستراليا | صلبة    | تايرا كالدروود | إيزابيلا هولاند سالي بيرز         | فوز سهل            |
| الفوز   | 5.    | 14 نوفمبر 2011 | ترارالغون، أستراليا   | صلبة    | تايرا كالدروود | مونيك أدامكزاك بوجانا بوبوسيك     | 6–7(2–7), 6–1, 6–3 |
| الفوز   | 6.    | 21 نوفمبر 2011 | بنديجو، أستراليا      | صلبة    | تايرا كالدروود | ستورم ساندرز سامانثا موراي        | 2–6, 6–1, 6–3      |
| الوصافة | 7.    | 4 فبراير 2012  | بورني، أستراليا       | صلبة    | تايرا كالدروود | أرينا روديونوفا ميلاني ساوث       | 2–6, 2–6           |

## روابط خارجية
- ستيفاني بينجسون على موقع رابطة محترفات التنس (الإنجليزية)
- ستيفاني بينجسون على موقع الاتحاد الدولي لكرة المضرب (الإنجليزية)
- ستيفاني بينجسون على موقع إي إس بي إن.كوم (الإنجليزية)